# مهرجان الوردة الذهبية
مهرجان الوردة الذهبية :هو مهرجان للمسرح يقام في مدينة البليدة غرب الجزائر العاصمة. يهدف هذا المهرجان إلى إنشاء جمهور مسرحي في منطقة البليدة، وأيضا إعطاء الفرصة للفرق المسرحية لإبراز طاقاتها الإبداعية والفنية، وإنشاء جسر للتواصل بين المبدعين المسرحيين. قدم المهرجان في انعقاده الأول له عدة جوائز مالية تتراوح بين 100.000 و 70.000 إلى 30.000 تحت شعار: المسرح بوابة الحرية، وعدة جوائز أخرى مثل جائزة الوردة الذهبية، الوردة الفضية، الوردة البرونزية.

## لجنة التحكيم
تتكون لجنة التحكيم ممثلة في وجوه مسرحية لامعة من بينهم:
- - إبراهيم نوال : أستاذ بمعهد الفنون الدرامية.
- - بوجمعة الوالي : أستاذ مختص في النقد المسرحي.
- - بلقاسم عمار : مخرج مسرحي.
- نضال بلقاسم : ممثلة بالمسرح الوطني.

## قائمة الروايات المتنافسة

### بالعربية
- - سيدي الرئيس، لخنيش فاطنة
- - أيتها السنون تمهلي، شادري معمر علي
- - السوط والصدى، عائشة بنت المعمورة
- - طرائف صاحب أسوا حظ في العالم، سفيان بن علي تباني
- - الخبز والإدام، محمد بورحلة
- - حي البنات، محمد مصباحي
- - دار الشك، ابن ادم·ك
- - لعبة الدموع، كنزة سليماني
- - قراط العرس، رابح بوشارب
- - مغامرات الماكر، أحمد خياط
- - قبر يهودي، عمر بوذيبة

### بالأمازيغية
- - أوزون تايري لهجيرة أوبشير
- - دي تمورت يوكي لجمال بناف
- - بورورو أور تانجير للطاهر ولد عمار
- - بو تكولهاتين لعمر دحمون
- - مرواس دي ايبرج ن يتيج لحمان عبد الله
- - سالاس نوجا لابراهيم تزغارت

### بالفرنسية
- - سادة الفشل لبدر الدين خياري
- - متحدين بالشجاعة لرشيد وارك
- - جشع لعبد الحليم عزوز
- - اليتيمة لأحمد خياط
- - جحا لأحمد خياط
- - سفوندون لمحمد أمين حمات